# Vestnordisk Råd
Vestnordisk Råd (færøsk: Útnorðurráðið; grønlandsk: Nunat Avannarliit Killiit Siunnersuisoqatigiiffiat; islandsk: Vestnorræna ráðið) blev under navnet ’Vestnordens parlamentariske Samarbejdsråd' stiftet ved et charter i 1985, der sidst er ændret i 1997. I forbindelse med det nye charter skiftede samarbejdsorganet navn til Vestnordisk Råd, der i dag fungerer som et samarbejdsorgan mellem parlamentarikere fra Færøerne, Island og Grønland. Rådet består af 18 medlemmer, seks fra hvert medlemsland, og fungerer samtidig som et supplement til de tre landes arbejde i Nordisk Råd. 
I nyere tid er der udviklet mange kontakter mellem de vestnordiske lande, specielt på fiskeriområdet. Levevilkårene i de tre lande er præget af ofte isolerede samfundsstrukturer, spredt over store landområder. På den måde deler de tre lande skæbne, hvilket er med til, både at knytte dem sammen, men også til at have fælles interesser på en række områder.
Vestnordisk Råds formål er i henhold til rådets gældende charter ”...at samarbejde om Vestnordens interesser", herunder at ”vogte Nordatlantens levende og ikke-levende ressourcer og kultur”, og samtidig hjælpe til i forhold til at udvikle vestnordiske interesser gennem regeringerne og landsstyrerne i Vestnorden, ”især i forbindelse med forvaltningen af ressourcer, forurening mv.”
Vestnordisk Råds medlemmer samles to gange årligt, dels til en temakonference, dels til årsmødet, der er rådets højeste myndighed. Hidtidige temaer har været fiskeri, unge i Vestnorden, kvindepolitik, kultur og fangst, transport og infrastruktur, samarbejde om fælles interesser i Arktis, og hvordan demokratiet kunne styrkes i de tre lande
Rådets arbejde materialiserer sig i formulering af rekommandationer, som forelægges de tre landes parlamenter. Det er herefter op til det enkelte lands minister eller landsstyremedlem at virkeliggøre intentionerne i rekommandationerne.
I 1999 bestluttede Vestnordisk Råd at oprette en litteraturpris for at påskønne børne- og ungdomslitteratur fra de vestnordiske lande. Prisen blev første gang uddelt i august 2002 og kaldes: Vestnordisk Råds Børne- og Ungdomslitteraturpris.

## Medlemmer
Præsidentskabet
- Formand: Guðjón S. Brjánsson , Island
- 1. næstformand: Henrik Old , Færøerne
- 2. næstformand: Vivian Motzfeldt, Grønland

| Færøernes delegation - Kári Páll Højgaard (NS), leder - Magni Laksafoss (SB) - Jørgen Niclasen (FF) - Bjørt Samuelsen (T) - Annika Olsen (løsgænger) - Bill Justinussen (MF) |  | Grønlands delegation - Lars-Emil Johansen (S), leder - Randi V. Evaldsen Arkiveret 30. september 2015 hos Wayback Machine (D) - Anders Olsen Arkiveret 25. december 2014 hos Wayback Machine (S) - Kalistat Lund Arkiveret 4. marts 2016 hos Wayback Machine (IA) - Naaja Nathanielsen Arkiveret 20. oktober 2014 hos Wayback Machine (IA) - Siverth K. Heilmann (A) |  | Islands delegation - Unnur Brá Konráðsdóttir (Sj), leder - Vigdís Hauksdóttir, (Fr) - Oddný Harðardóttir(Sa) - Páll Valur Björnsson Arkiveret 8. marts 2013 hos Wayback Machine, (Bj Arkiveret 15. april 2015 hos Wayback Machine) - Páll Jóhann Pálsson (Fr) - Lilja Rafney Magnúsdóttir (VG) |

## Formænd
- Lars-Emil Johansen 2015 - 2016
- Bill Justinussen  2014 - 2015
- Unnur Brá Konráðsdóttir 2013 - 2014
- Josef Motzfeldt 2012 - 2013
- Kári P. Højgaard, 2011 - 2012
- Ólína Þórvarðardóttir 2010 - 2011
- Josef Motzfeldt 2009–2010
- Kári P. Højgaard 2008 - 2009
- Karl V. Matthíasson, 2007 - 2008
- Jonathan Motzfeldt  2006 - 2007
- Henrik Old 2005–2006
- Birgir Ármannsson 2004–2005
- Jonathan Motzfeldt 2003–2004
- Jógvan á Lakjuni 2002–2003
- Hjálmar Árnason 2001–2002
- Ole Lynge 2000–2001
- Jógvan Durhuus 1999–2000
- Ísólfur Gylfi Pálmason 1998–1999
- Jonathan Motzfeldt 1997–1998
- Lisbeth L. Petersen 1996–1997
- Árni Johnsen 1995–1996
- Lisbeth L. Petersen 1993–1994
- Steingrímur J. Sigfússon 1992–1993
- Jonathan Motzfeldt 1991–1992
- Karin Kjølbro 1990–1991
- Friðjón Þórðarson 1989–1990
- Preben Lange 1988–1989
- Hans Jacob Debes 1987–1988
- Páll Pétursson 1986–1987
- Jens Lyberth 1985–1986